# Север штата Амапа (мезорегион)

Север штата Амапа на карте.

Север штата Амапа́ (порт. Mesorregião do Norte do Amapá) — административно-статистический мезорегион в Бразилии, входит в штат Амапа́. Население составляет 53 934 человека на 2010 год. Занимает площадь 57 657,899 км². Плотность населения — 0,94 чел./км².

## Демография
Согласно сведениям, собранным в ходе переписи 2010 г. Национальным институтом географии и статистики (IBGE), население мезорегиона составляет:
| Полное население                            | Полное население                            | Полное население                            | Полное население                            | 53 934 |
| ------------------------------------------- | ------------------------------------------- | ------------------------------------------- | ------------------------------------------- | ------ |
| в том числе:                                | Городское население                         | 36 515                                      | Процент городского населения, %             | 67,70  |
|                                             | Сельское население                          | 17 419                                      | Процент сельского населения, %              | 32,30  |
|                                             | Мужское население                           | 28 412                                      | Процент мужского населения, %               | 52,68  |
|                                             | Женское население                           | 25 522                                      | Процент женского населения, %               | 47,32  |
| Плотность населения, чел/км²                | Плотность населения, чел/км²                | Плотность населения, чел/км²                | Плотность населения, чел/км²                | 0,94   |
| Население мезорегиона в % к населению штата | Население мезорегиона в % к населению штата | Население мезорегиона в % к населению штата | Население мезорегиона в % к населению штата | 8,06   |

## Состав мезорегиона
В мезорегион входят следующие микрорегионы:
1. Амапа
2. Ояпоки